# Странице нашег времена
Странице нашег времена је трећи албум српског рок бенда Смак, објављен 1978. године.

## Списак песама
| #  | Назив                     | Аутор(и) | Трајање |
| -- | ------------------------- | -------- | ------- |
| 1. | Тенџи - Танџи             |          | 3:33    |
| 2. | Поведи ме с њим           |          | 4:03    |
| 3. | Махт - Тема               |          | 6:10    |
| 4. |                           |          | 5:03    |
| 5. | Небо је само друм без дна |          | 3:52    |
| 6. | Улазак у харем            |          | 4:02    |
| 7. | Поноћни ловац (Биска 18)  |          | 11:11   |

## Особље
- Борис Аранђеловић - вокал
- Радомир Михајловић „Точак“ - гитара
- Тибор Леви - клавијатуре
- Зоран Милановић - бас-гитара
- Слободан Стојановић „Кепа“ - бубњеви

### Гост
- Дејвид Мос